# Абганерово (Светлоярский район)
Абгане́рово — железнодорожная станция (населённый пункт) в Светлоярском районе Волгоградской области, в составе Привольненского сельского поселения.

## Физико-географическая характеристика
Посёлок расположен в степи в пределах западной покатости Ергенинской возвышенности, относящейся к Восточно-Европейской равнине, на водоразделе бассейнов рек Мышкова и Гнилой Аксай. Средняя высота над уровнем моря — 138 метров. В окрестностях посёлка распространены солонцы (автоморфные) и каштановые солонцеватые и солончаковые почвы.
По автомобильным дорогам расстояние до областного центра города Волгограда (до центра города) составляет 99 км, до районного центра посёлка Светлый Яр - 78 км, до административного центра сельского поселения посёлка Привольный - 4 км. 
Климат
Климат континентальный, засушливый, с жарким летом и относительно холодной и малоснежной зимой (согласнo классификации климатов Кёппена - Dfa). Среднегодовая температура воздуха положительная и составляет + 8,3 °C. Средняя температура самого холодного января -7,1 С, самого жаркого месяца июля +23,9 С. Многолетняя норма осадков - 375 мм. В течение года количество осадков распределено относительно равномерно: наименьшее количество осадков выпадает в феврале (норма осадков - 24 мм), наибольшее количество - в июне (39 мм).

## История
Возник при железнодорожной станции Абганерово ветки Царицын - Тихорецкая Владикавказской железной дороги, открытой в 1889 году. Станция Абганерово впервые обозначена на военно-дорожной карте 1888 года.
В 1936 году - в составе Абганеровского сельсовета Ворошиловского района Сталинградской области.
В 1954 году посёлок железнодорожной станции Абганерово  перечислен из Абганеровского сельсовета в Юркинский поселковый совет.
В составе Светлоярского района - с 1965 года.

## Население
Динамика численности населения
| 1987 | 2002 |
| ---- | ---- |
| ≈960 | 980  |

| 2010 |
| ---- |
| 850  |